# Liste des cathédrales de l'État de São Paulo
Cet article recense les cathédrales de l'État de São Paulo au Brésil.

## Généralités
Du point de vue de l'Église catholique, l'État de São Paulo, le plus peuplé du pays, est administré par six archidiocèses et trente-six diocèses ; trois Églises catholiques orientales (arménienne, maronite et melchite) ont également le siège d'une éparchie ou d'un exarchat apostolique dans l'État. Au total, l'État compte quarante-cinq cathédrales et une cocathédrale catholiques.
Le Patriarcat orthodoxe d'Antioche y possède également une cathédrale.
La seule municipalité de São Paulo compte à elle seule sept cathédrales.

## Liste

### Église catholique

#### Cathédrales
| Édifice                                    | Ville                 | Juridiction                     | Notes                              | Coordonnées                        | Illus. |
| ------------------------------------------ | --------------------- | ------------------------------- | ---------------------------------- | ---------------------------------- | ------ |
| Notre-Dame (id)                            | Amparo                | Amparo (pt)                     |                                    | 22° 42′ 05″ sud, 46° 45′ 53″ ouest |        |
| Notre-Dame                                 | Aparecida             | Aparecida                       | Basilique mineure                  | 22° 51′ 01″ sud, 45° 14′ 02″ ouest |        |
| Notre-Dame-d'Aparecida (id)                | Araçatuba             | Araçatuba (pt)                  |                                    | 21° 12′ 25″ sud, 50° 26′ 18″ ouest |        |
| Sacré-Cœur-et-Saint-François-d'Assise (id) | Assis                 | Assis (pt)                      |                                    | 22° 39′ 42″ sud, 50° 24′ 48″ ouest |        |
| Saint-Esprit (id)                          | Barretos              | Barretos (pt)                   |                                    | 20° 33′ 28″ sud, 48° 34′ 05″ ouest |        |
| Saint-Esprit (id)                          | Bauru                 | Bauru (pt)                      |                                    | 22° 19′ 21″ sud, 49° 04′ 13″ ouest |        |
| Sainte-Anne (id)                           | Botucatu              | Botucatu                        | Basilique mineure                  | 22° 53′ 09″ sud, 48° 26′ 41″ ouest |        |
| Notre-Dame-de-la-Conception (id)           | Bragança Paulista     | Bragança Paulista (pt)          |                                    | 22° 57′ 23″ sud, 46° 32′ 31″ ouest |        |
| Notre-Dame-de-la-Conception (pt)           | Campinas              | Campinas                        |                                    | 22° 54′ 22″ sud, 47° 03′ 37″ ouest |        |
| Saint-Esprit (id)                          | Caraguatatuba         | Caraguatatuba (pt)              |                                    | 23° 38′ 04″ sud, 45° 25′ 35″ ouest |        |
| Notre-Dame-d'Aparecida (id)                | Catanduva             | Catanduva (pt)                  |                                    | 21° 07′ 44″ sud, 48° 58′ 11″ ouest |        |
| Notre-Dame-de-la-Conception (id)           | Franca                | Franca (pt)                     |                                    | 20° 32′ 23″ sud, 47° 24′ 05″ ouest |        |
| Notre-Dame-de-la-Conception (pt)           | Guarulhos             | Guarulhos (pt)                  |                                    | 23° 28′ 13″ sud, 46° 31′ 52″ ouest |        |
| Notre-Dame-des-Plaisirs (id)               | Itapetininga          | Itapetininga (pt)               |                                    | 23° 35′ 27″ sud, 48° 03′ 12″ ouest |        |
| Sainte-Anne (id)                           | Itapeva               | Itapeva (pt)                    |                                    | 23° 58′ 58″ sud, 48° 52′ 33″ ouest |        |
| Notre-Dame-du-Carmel (pt)                  | Jaboticabal           | Jaboticabal (pt)                |                                    | 21° 15′ 26″ sud, 48° 19′ 02″ ouest |        |
| Notre-Dame-de-l'Assomption (id)            | Jales                 | Jales (pt)                      |                                    | 20° 16′ 07″ sud, 50° 32′ 54″ ouest |        |
| Notre-Dame-de-l'Exil (pt)                  | Jundiaí               | Jundiaí (pt)                    |                                    | 23° 11′ 21″ sud, 46° 53′ 03″ ouest |        |
| Notre-Dame-des-Douleurs (id)               | Limeira               | Limeira (pt)                    |                                    | 22° 33′ 42″ sud, 47° 24′ 08″ ouest |        |
| Saint-Antoine (id)                         | Lins                  | Lins (pt)                       |                                    | 21° 40′ 31″ sud, 49° 45′ 06″ ouest |        |
| Notre-Dame-de-Piété (id)                   | Lorena                | Lorena (pt)                     |                                    | 22° 43′ 51″ sud, 45° 07′ 32″ ouest |        |
| Saint-Benoît (id)                          | Marília               | Marília (pt)                    | Basilique mineure                  | 22° 12′ 53″ sud, 49° 56′ 46″ ouest |        |
| Sainte-Anne (pt)                           | Mogi das Cruzes       | Mogi das Cruzes (pt)            |                                    | 23° 31′ 24″ sud, 46° 11′ 29″ ouest |        |
| Saint-Antoine (id)                         | Osasco                | Osasco (pt)                     |                                    | 23° 32′ 19″ sud, 46° 46′ 55″ ouest |        |
| Seigneur-Bon-Jésus (id)                    | Ourinhos              | Ourinhos (pt)                   |                                    | 22° 58′ 46″ sud, 49° 52′ 14″ ouest |        |
| Saint-Antoine (id)                         | Piracicaba            | Piracicaba (pt)                 |                                    | 22° 43′ 32″ sud, 47° 38′ 59″ ouest |        |
| Saint-Sébastien (id)                       | Presidente Prudente   | Presidente Prudente (pt)        |                                    | 22° 07′ 21″ sud, 51° 23′ 21″ ouest |        |
| Saint-François-Xavier (id)                 | Registro              | Registro (pt)                   |                                    | 24° 29′ 22″ sud, 47° 50′ 21″ ouest |        |
| Saint-Sébastien (pt)                       | Ribeirão Preto        | Ribeirão Preto                  |                                    | 21° 10′ 42″ sud, 47° 48′ 39″ ouest |        |
| Notre-Dame-du-Carmel (id)                  | Santo André           | Santo André (pt)                |                                    | 23° 39′ 26″ sud, 46° 31′ 35″ ouest |        |
| Notre-Dame-du-Rosaire (pt)                 | Santos                | Santos (pt)                     |                                    | 23° 56′ 13″ sud, 46° 19′ 28″ ouest |        |
| Saint-Charles-Borromée (pt)                | São Carlos            | São Carlos (pt)                 |                                    | 22° 01′ 06″ sud, 47° 53′ 29″ ouest |        |
| Saint-Jean-Baptiste (id)                   | São João da Boa Vista | São João da Boa Vista (pt)      |                                    | 21° 58′ 10″ sud, 46° 47′ 54″ ouest |        |
| Saint-Joseph (id)                          | São José do Rio Preto | São José do Rio Preto (pt)      |                                    | 20° 48′ 38″ sud, 49° 22′ 46″ ouest |        |
| Saint-Dimas (id)                           | São José dos Campos   | São José dos Campos (pt)        |                                    | 23° 11′ 55″ sud, 45° 53′ 18″ ouest |        |
| Saint-Michel-Archange (id)                 | São Miguel Paulista   | São Miguel Paulista (pt)        |                                    | 23° 29′ 34″ sud, 46° 26′ 43″ ouest |        |
| Saint-Grégoire                             | São Paulo             | Amérique latine et Mexique (pt) | Église catholique arménienne       | 23° 31′ 41″ sud, 46° 37′ 55″ ouest |        |
| Sainte-Famille (id)                        | São Paulo             | Campo Limpo (pt)                |                                    | 23° 37′ 51″ sud, 46° 46′ 29″ ouest |        |
| Notre-Dame-du-Liban (en)                   | São Paulo             | Notre-Dame-du-Liban             | Église maronite                    | 23° 33′ 45″ sud, 46° 38′ 00″ ouest |        |
| Notre-Dame-du-Paradis (pt)                 | São Paulo             | Notre-Dame-du-Paradis           | Église grecque-catholique melchite | 23° 34′ 21″ sud, 46° 38′ 33″ ouest |        |
| Saint-Amaro (id)                           | São Paulo             | Santo Amaro (pt)                |                                    | 23° 39′ 13″ sud, 46° 42′ 23″ ouest |        |
| Notre-Dame-de-l'Assomption-et-Saint-Paul   | São Paulo             | São Paulo                       |                                    | 23° 33′ 04″ sud, 46° 38′ 04″ ouest |        |
| Notre-Dame-du-Pont (pt)                    | Sorocaba              | Sorocaba                        |                                    | 23° 30′ 01″ sud, 47° 27′ 31″ ouest |        |
| Saint-François-d'Assise (id)               | Taubaté               | Taubaté (pt)                    |                                    | 23° 01′ 35″ sud, 45° 33′ 21″ ouest |        |
| Notre-Dame-d'Aparecida                     | Votuporanga           | Votuporanga (pt)                |                                    | 20° 25′ 15″ sud, 49° 58′ 31″ ouest |        |

#### Cocathédrale
| Édifice                    | Ville      | Juridiction | Coordonnées                        | Illus. |
| -------------------------- | ---------- | ----------- | ---------------------------------- | ------ |
| Sainte-Isabelle-de-Hongrie | Cafelândia | Lins (pt)   | 21° 48′ 11″ sud, 49° 36′ 36″ ouest |        |

### Églises orthodoxes
| Édifice               | Ville     | Juridiction                 | Notes                           | Coordonnées                        | Illus. |
| --------------------- | --------- | --------------------------- | ------------------------------- | ---------------------------------- | ------ |
| Saints-Pierre-et-Paul | São Paulo | São Paulo et tout le Brésil | Patriarcat orthodoxe d'Antioche | 23° 34′ 32″ sud, 46° 38′ 25″ ouest |        |